# Laima (företag)
För andra betydelser, se Laima.

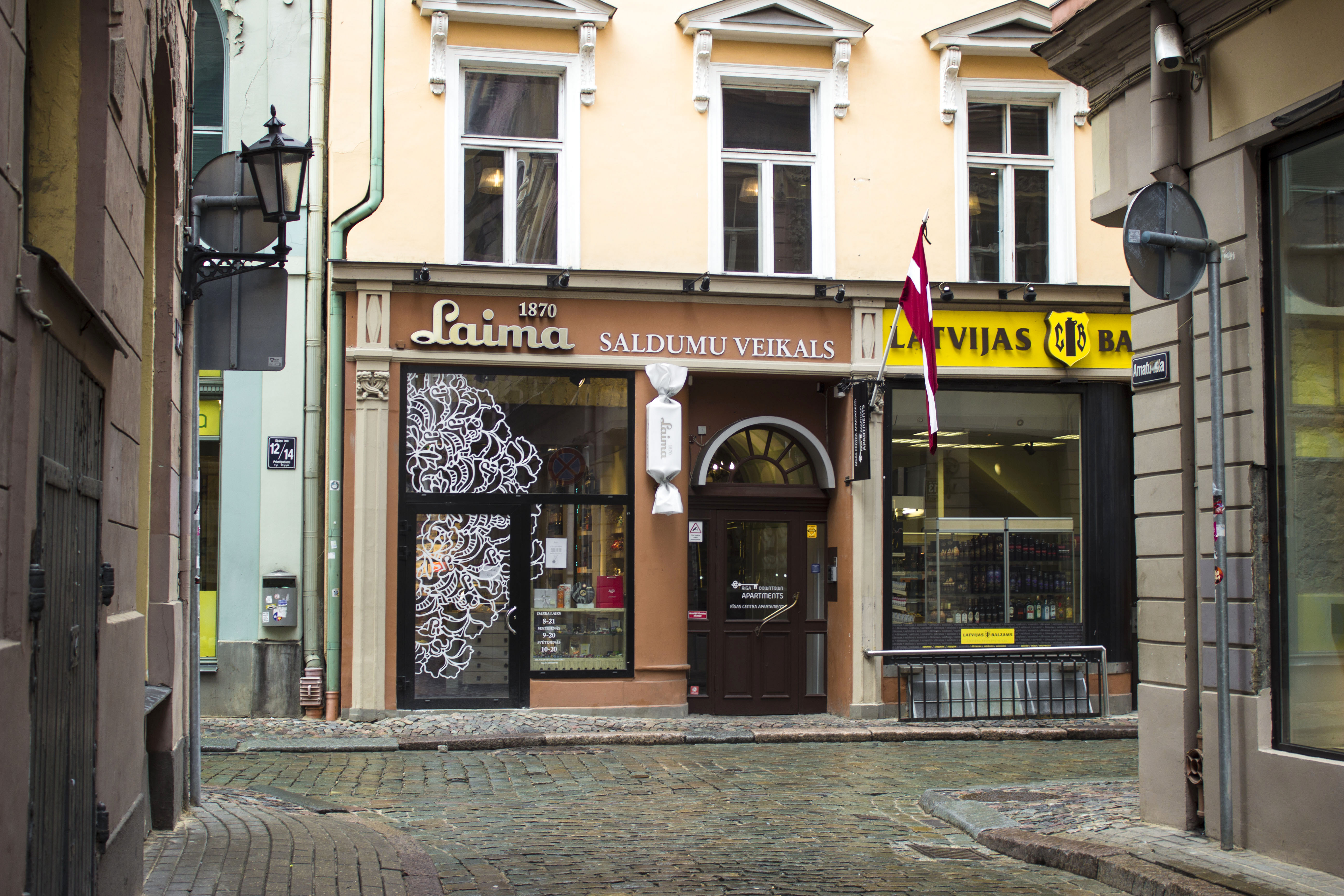
En Laima-butik i gamla staden i Riga

Laima är en lettisk tillverkare av konfektyr.

## Historik
Laima grundades 1870 som "Th. Riegert" av tysken Theodor Riegert och var då Rigas första konfektyrfabrik. Företaget växte snabbt i Lettland, Baltikum och Ryssland. År 1925 antog man namnet Laima efter gudinnan med samma namn. Under 1930-talet dominerade Laima den lettiska marknaden och hade dessutom marknadsframgångar i bl.a. Sverige, England, Frankrike, Marocko, Sydafrika och Indien. Andra världskriget ledde till att företaget tappade sina exportmöjligheter. Efter kriget förstatligades företaget i vad som då blivit sovjetrepubliken Lettland. År 1993 privatiserades Laima på nytt. 